# Masia de la Brícia
La Masia de la Brícia és una masia situada al municipi de Vallmoll, a la comarca catalana de l'Alt Camp.